# Ulf Zimmermann
Ulf Zimmermann (* 25. März 1937 in Freiberg) ist ein deutscher Architekt.

## Leben
Nach seinem Abitur 1956 studierte Ulf Zimmermann von 1957 bis 1963 Architektur an der Technischen Universität Dresden. Seit 1963 arbeitete er als Architekt im Projektierungsbüro Rolf Göpfert der Fakultät Bauwesen der Technischen Universität Dresden. Ab 1968 war er als Entwurfsgruppenleiter bei TU-Projekt Dresden beschäftigt. Er erhielt 1976 die Medaille Erbauer der Stadt Dresden und wurde 1981 mit dem Architekturpreis des Bezirkes Dresden, 1983 mit der Schinkel-Medaille des Bundes der Architekten in der DDR, 1984 mit dem Architekturpreis des Bezirkes Karl-Marx-Stadt und 1985 mit dem Preis der Technischen Universität Dresden ausgezeichnet.
Seit 1991 arbeitet er als freier Architekt, bis 2010 in verschiedenen Architekturgemeinschaften, seit 2010 als Einzelarchitekt. Er erhielt 2001 den Erlweinpreis der Stadt Dresden sowie den Deutschen Bauherrenpreis. Seit 2013 ist er Ehrenmitglied der Architektenkammer Sachsen.
Er lebt heute in Dresden.

## Werk

### Bauten
- 1965–1981

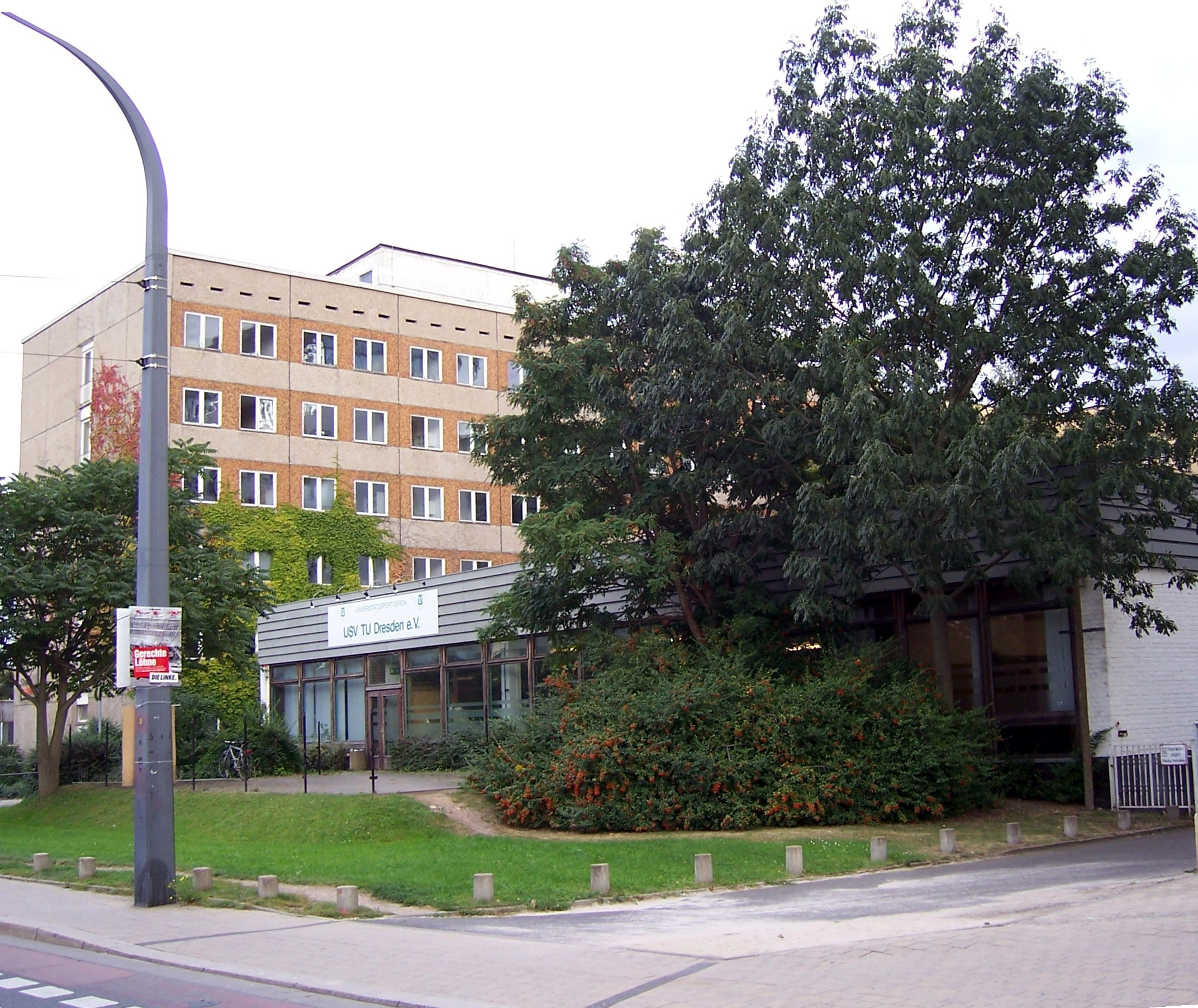
Mensa SC Einheit Dresden

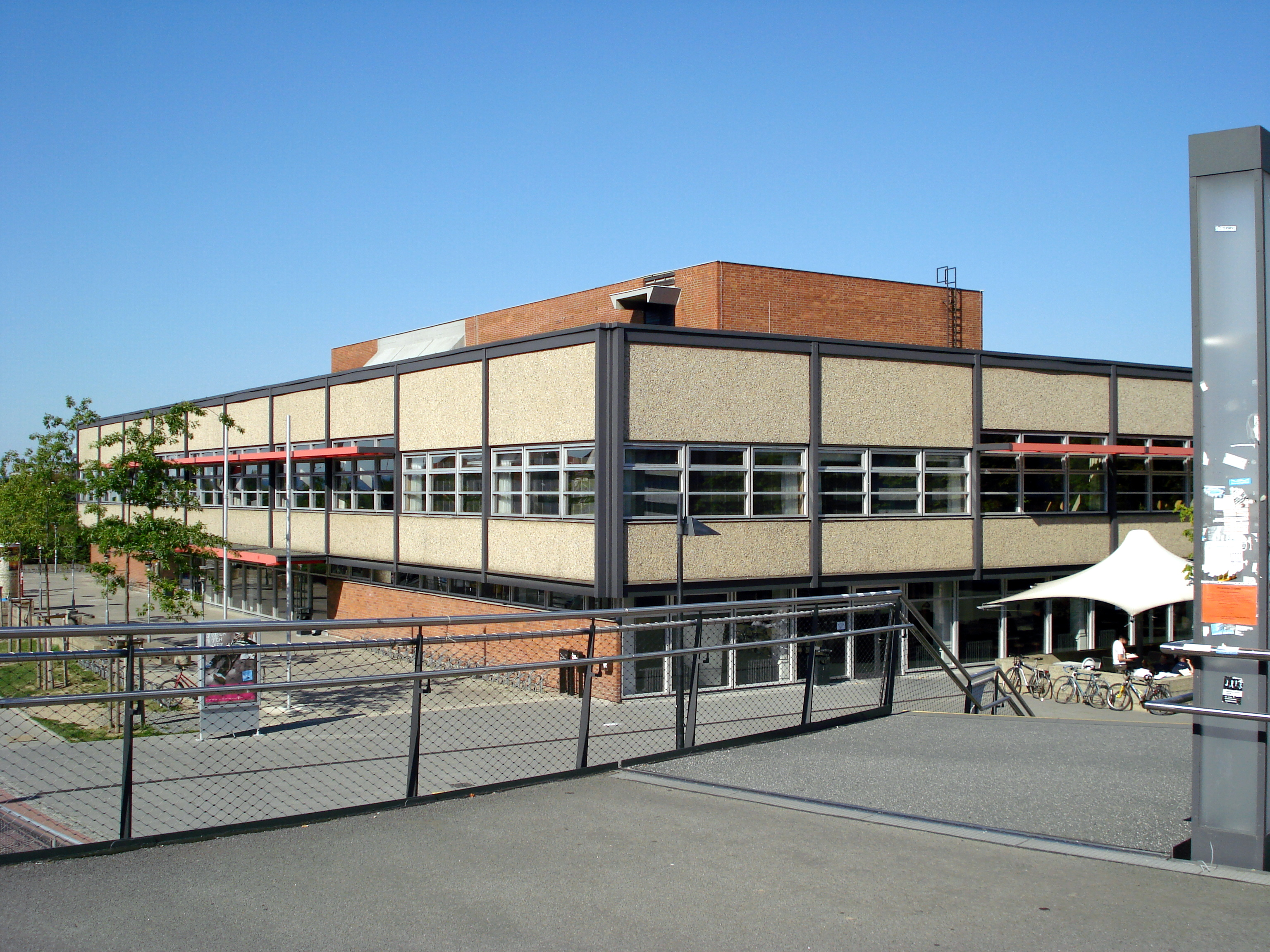
Neue Mensa der TU Dresden

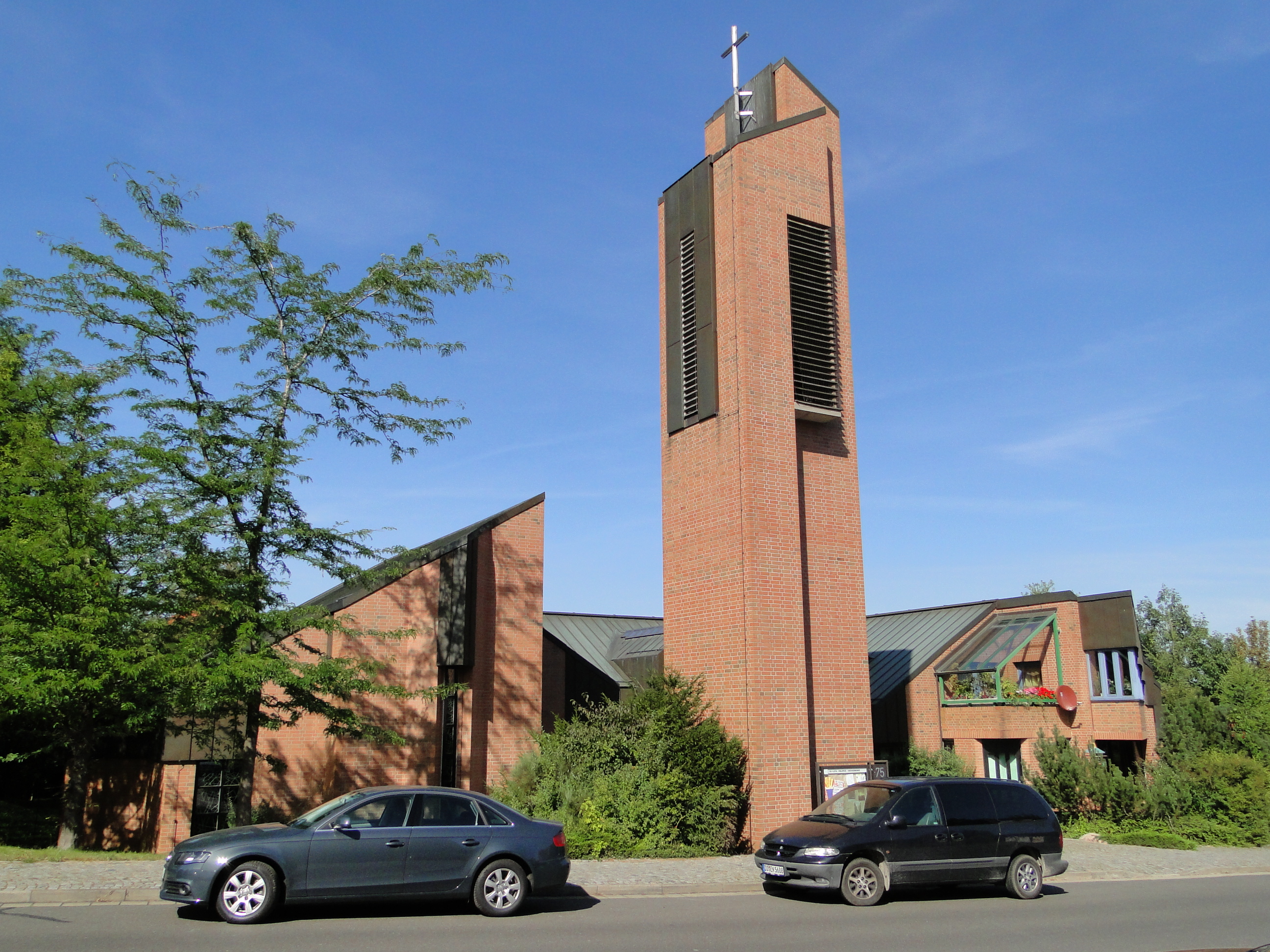
Philippuskirche, Dresden-Gorbitz

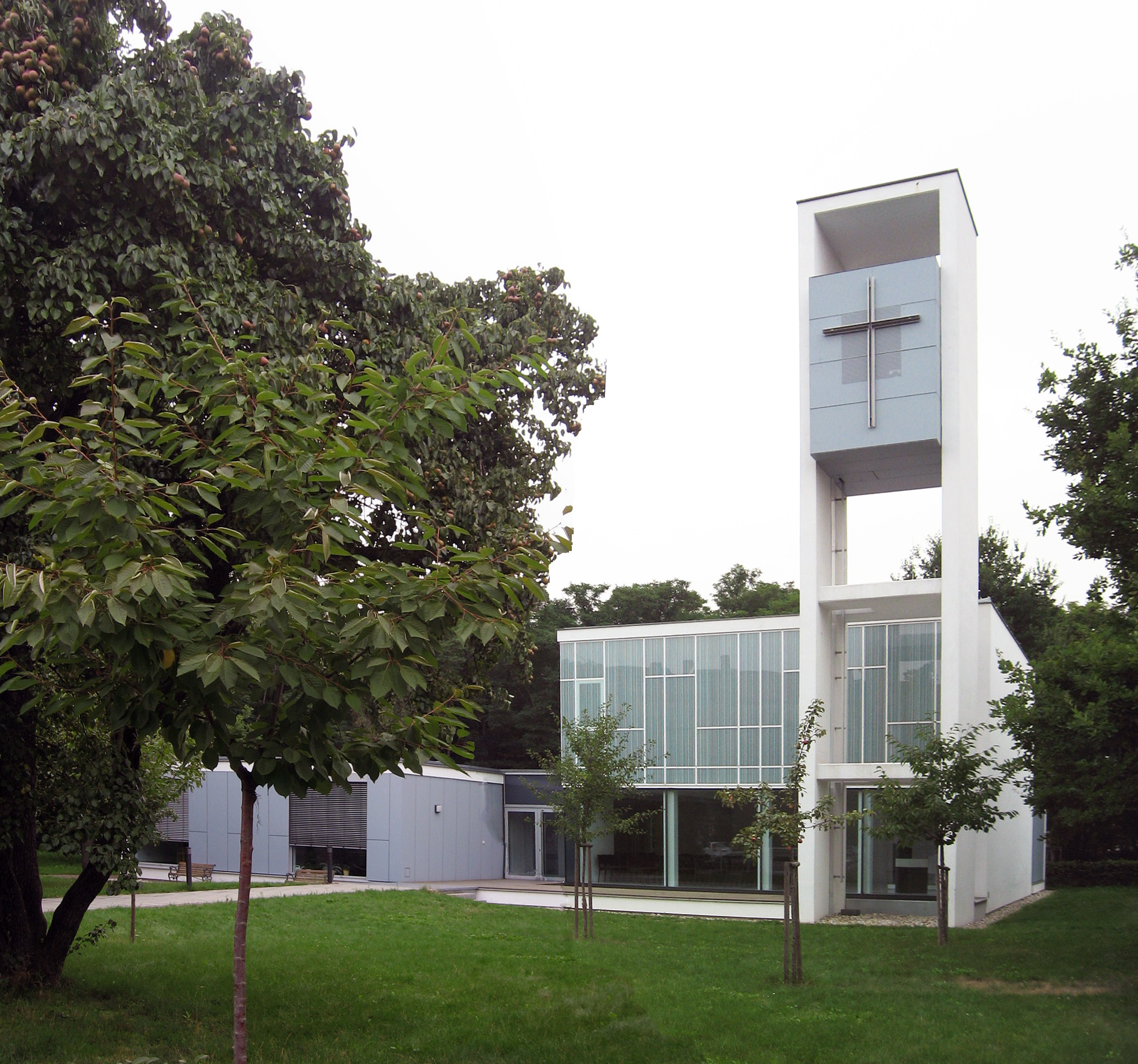
Neue Erlöserkirche, Leipzig-Thonberg

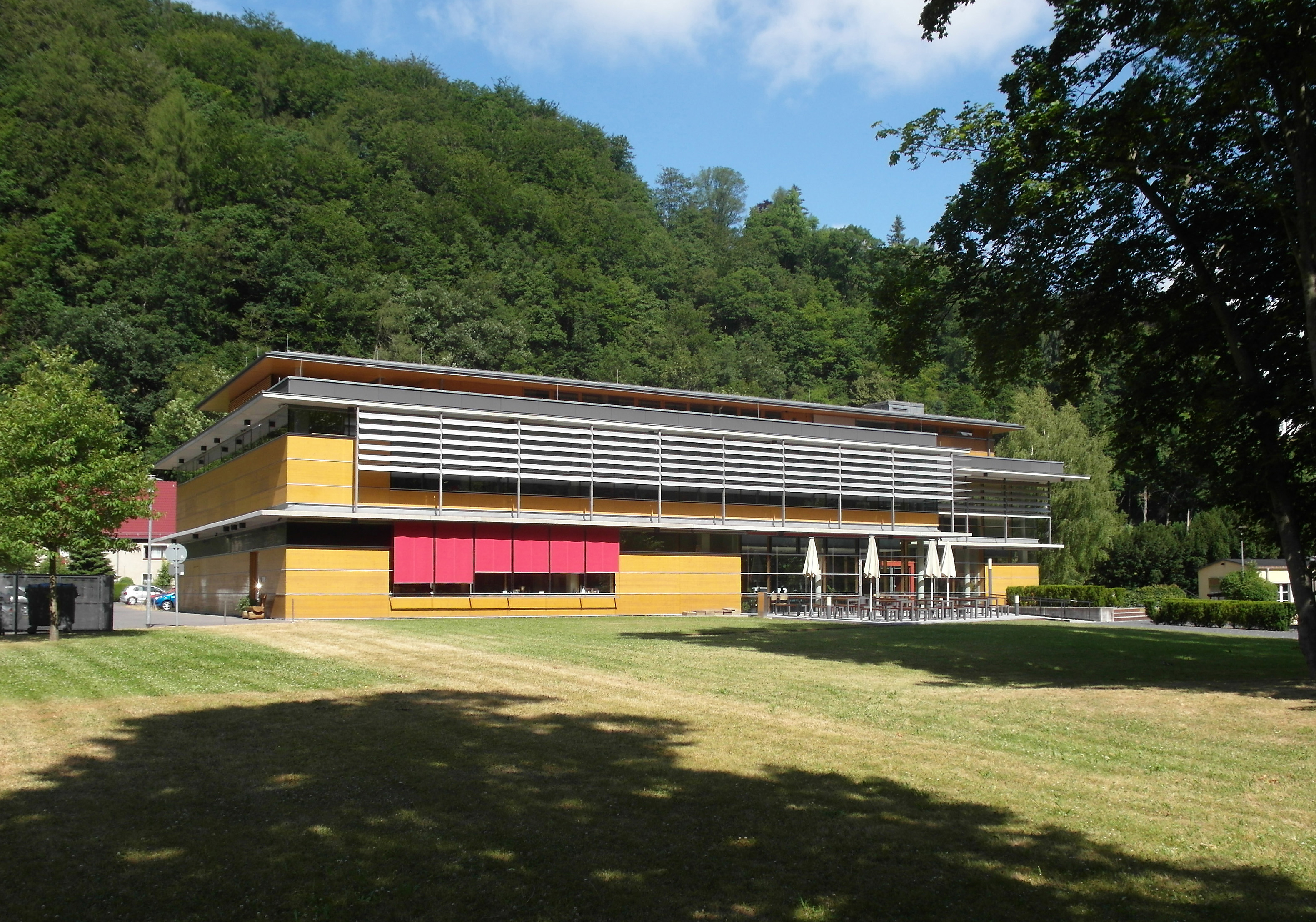
Roßmäßler-Bau in Tharandt

  - Mensagebäude für die Ingenieurhochschule Wildau
  - Mensagebäude für SC Einheit Dresden
  - Mensagebäude für die Technische Hochschule Ilmenau
  - Mensagebäude für die Technische Hochschule Merseburg
  - Mensagebäude für die Universität Halle
  - Mensagebäude für die Humboldt-Universität Berlin
  - Mensagebäude für die Deutsche Hochschule für Körperkultur und Sport Leipzig
  - Mensagebäude für die Technische Universität Dresden
- 1984
  - Mensa und Bibliotheksgebäude der Ingenieurhochschule Mittweida
  - Betriebsgaststätte Papiermaschinenwerke (PAMA) Freiberg
- 1987
  - Mensa und Hörsaalgebäude Pädagogische Hochschule Zwickau (heutige Westsächsische Hochschule Zwickau; Campus Scheffelstraße; Mensa, Hörsäle 1 – 3, Zweig-Hochschulbibliothek)
- 1992
  - Ev.-Luth. Philippuskirche Dresden-Gorbitz
- 1993
  - Wohnanlage Leubnitzer Höhe Dresden
- 1995
  - Wohnanlage Goppelner Straße Dresden
- 1996
  - Wohn- und Geschäftshaus Barbarossastraße Chemnitz
  - Erweiterung der Hals-Nasen-Ohren-Poliklinik Dresden
- 1997
  - Stadtvillen Nordstraße Dresden
  - Berufliches Schulzentrum Radebeul, Straße des Friedens 58
- 1997–1999
  - Sanierung der Studentenwohnheime Zellescher Weg, Dresden
  - Neubau der Schulsporthalle Görlitzer Straße, Dresden
  - Umbau und Neubau des Evang.-Luth. Landeskirchenamtes Dresden
- 2001
  - Umbauten Studentenwohnheime St. Petersburger Straße (ausgezeichnet mit dem Erlweinpreis)
- 2002
  - Umbau des Hauses Wundtstrasse 11 in der Sanierungsmaßnahme Studentenwohnheime Wundtstraße, Dresden
- 2004–2006
  - Evang.-Luth. Erlöserkirche Leipzig-Thonberg
- 2005
  - Mensa- und Bibliotheksgebäude der Forstwissenschaftlichen Fakultät Tharandt der TU Dresden (Roßmäßler-Bau)
  - Um- und Neubau Bürogebäude der Wohnungsgenossenschaft Dresden-Johannstadt
- 2006
  - Um- und Neubau Grundschule Dresden-Cossebaude
  - Fakultätsgebäude Informatik TU Dresden (mit Architekturbüro Code Unique)
- 2007
  - Kindergarten der Wohnungsgenossenschaft Dresden-Johannstadt.

### Schriften
- Werkbericht. Mensa- und Bibliotheksgebäude. Mittweida 1984.
- Werkbericht. TU-Projekt. Dresden 1988.
- Mensa und Bibliothek Mittweida. In: Architecture Contemporaine 8/1987, Schweiz.
- Berufsschule Radebeul. In: Beispielhafte Architektur 96/97, Eternit Edition.